# Kabinett Koroma II
Das Kabinett Ernest Koroma II bezeichnet die Regierung von Sierra Leone unter Staatspräsident Ernest Koroma, die seit 2013 im Amt ist. Es besteht aus Mitgliedern des regierenden All People’s Congress, die bei den Wahlen in Sierra Leone 2012 eine absolute Mehrheit im Parlament von Sierra Leone gewann.
Das Kabinett wird aus dem Präsidenten und den durch den Präsidenten vorgeschlagenen und vom Parlament bestätigten Ministern gebildet. Der Präsident ist gleichzeitig Regierungschef und Oberbefehlshaber der Armee (englisch Commander-in-Chief).
Zudem gehören im weitesten Sinne die drei Vertreter der Provinzen der Regierung als Resident Minister (zu deutsch etwa Anwesender Minister) an.
Kabinettsumbildungen fanden 2014 und Ende 2017 statt.

## Kabinett
| Amt/Ministerium                                    | Foto | Name                                                                                              |
| -------------------------------------------------- | ---- | ------------------------------------------------------------------------------------------------- |
| Präsident                                          |      | Ernest Koroma                                                                                     |
| Vize-Präsident                                     |      | Samuel Sam-Sumana                                                                                 |
| Land- und Waldwirtschaft, Nahrungsmittelsicherheit |      | Joseph Sesay                                                                                      |
| Verteidigung                                       |      | Alfred Conteh (2014 und seit Dezember 2017)                                                       |
| Energie und Wasser                                 |      | vakant seit 17. Februar 2014                                                                      |
| Finanzen und Entwicklung                           |      | vakant seit Dezember 2017 Kaifala Marah (bis Dezember 2017)                                       |
| Äußeres und Internationale Kooperation             |      | Kaifala Marah (seit Dezember 2017) Samura Kamara (bis Dezember 2017)                              |
| Gesundheit                                         |      | Abubakarr Fofanah (seit 29. August 2014) Miatta Kargbo (bis 29. August 2014)                      |
| Information und Kommunikation                      |      | Alpha Kanu (2013–2015 und seit Dezember 2017) Mohamed Bangura (2015–Dezember 2017)                |
| Inneres                                            |      | Ismael Koroma (seit Dezember 2017) Alfred Conteh (2015 bis Dezember 2017) Joseph Dauda (bis 2015) |
| Justiz und Generalstaatsanwalt                     |      | Franklyn Kargbo                                                                                   |
| Arbeit und Soziale Sicherheit                      |      | Mathew Teambo                                                                                     |
| Ländereien, Planung und Umwelt                     |      | Musa Tarawally                                                                                    |
| Lokalverwaltung und Ländliche Entwicklung          |      | Finda Konomanyi                                                                                   |
| Fischerei und Meereswesen                          |      | Alieu Pat-Sowe                                                                                    |
| Bergbau                                            |      | Alhaji Minkailu Mansaray                                                                          |
| Bildung, Wissenschaft und Technologie              |      | Alhaji Minkailu Bah                                                                               |
| Politische und Öffentliche Angelegenheiten         |      | Alhaji Ibrahim Sesay                                                                              |
| Sozialfürsorge, Geschlechter- und Kinderfürsorge   |      | Moijueh Kaikai                                                                                    |
| Tourismus und Kultur                               |      | Victoria Saidu Kamara                                                                             |
| Handel und Industrie                               |      | Alhaji Usman Boie Kamara                                                                          |
| Transport und Luftverkehr                          |      | Leonard Balogun Koroma                                                                            |
| Öffentliche Arbeit, Behausung und Infrastruktur    |      | Alimamy Koroma                                                                                    |
| Jugendarbeit und Sport                             |      | Paul Kamara                                                                                       |